# Lars Jansson (Musiker)

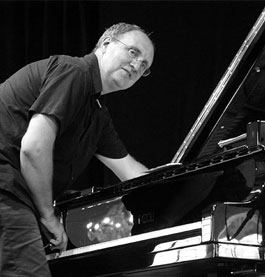
Lars Jansson

Lars Jansson (* 25. Februar 1951 in Örebro) ist ein schwedischer Pianist, Keyboarder und Komponist des Post Bop.

## Leben und Wirken
Jansson wuchs in Örebro auf und studierte an der Musikhochschule in Göteborg. Seit den 1970er Jahren arbeitete er als professioneller Musiker, spielte in der Formation von Ove Ingemarsson 1995, dem Björn Alke Quartett, dem Arild Andersen Quartett und der Band Hawk on Flight. Anfang der 1980er Jahre gründete er eine eigene Band, das Lars Jansson Trio, zunächst mit dem Bassisten Anders Jormin, dann mit Lars Danielsson sowie dem Schlagzeuger Anders Kjellberg. 1991 folgte das Album A Window Towards Being in Quartettbesetzung mit dem Oboisten Brynjar Hoff. 2001 erhielt er einen dänischen Grammy für das Trio-Album Hope. In den letzten Jahren entstanden mehrere Alben in veränderter Triobesetzung; 2018 veröffentlichte Storyville das Album Just This mit Bassist Thomas Fonnesbæk und Janssons Sohn Paul Svanberg am Schlagzeug.
Als Sideman wirkte Jansson zudem bei Aufnahmen von Lars Danielsson (European Voices), Göran Klinghagen, Katrine Madsen, Cæcilie Norby, der Tolvan Big Band von Helge Albin, Peter Vuust und Ulf Wakenius (First Step, 1992) mit. 1996 entstand mit der Bohuslän Big Band das Album The Blue Pearl, dem mit diesem Orchester noch die Alben One Poem, One Painting (1998) und Temenos (2003) folgten, auf denen wiederum ausschließlich seine Werke interpretiert wurden.
Jansons Pianostil ist von Bill Evans beeinflusst. Er lebt in Ljungskile. Seit 1998 wirkte er als Klavierprofessor in Aarhus. 2022 wurde er mit dem Jazzpreis der Königlich Schwedischen Musikakademie ausgezeichnet.

## Diskografische Hinweise
- Trio 84/The Eternal Now (Dragon Records, 1984–87)
- A Window Towards Being (Imogena, 1991)
- Invisible Friends (Imogena, 1995)
- The Time We Have (Imogena, 1996)
- Bohuslän Big Band Plays Lars Jansson: The Blue Pearl (Phono Suecia, 1996)
- Lars Jansson & Bohuslän Big Band: One Poem, One Painting (Imogena, 1998)
- Lars Jansson • Bohuslän Big Band Temenos (Spice of Life, 2003; mit Paolo Fresu)
- I Am That (Imongena, 2004, mit Lars Danielsson und Anders Kjellberg)[3]
- In Search of Lost Time 2011 (Prophone)[4]
- Hans Ulrik & Lars Jansson Trio Equilibrium (Stunt Records), 2013
- Facing the Wall 2015 (Spice of Life)